# Castello di Ronco Scrivia
Il castello di Ronco Scrivia era un'antica fortezza e dimora nobiliare nell'odierno comune di Ronco Scrivia, nella città metropolitana di Genova.

## Storia e descrizione
Secondo le fonti storiche l'edificazione del castello avvenne tra l'XI e il XII secolo e divenne quindi possedimento della nobile famiglia Spinola.
Già rifugio dei nobili genovesi in esilio, fu nel 1173 preso d'assalto ed espugnato dalle truppe genovesi. Fu nel 1223, dopo il concilio tra Genova e Tortona-Alessandria, che venne dato l'ordine ai genovesi dalla Lega Lombarda di restituire la proprietà del castello alla famiglia Spinola; nel 1313 gli stessi Spinola otterranno dall'imperatore Enrico VII di Lussemburgo l'investitura ufficiale.
Trasformata quindi in residenza nobiliare dei marchesi fu abitata dalla stessa famiglia fino al 1797 quando, con l'avvento di Napoleone Bonaparte, caddero definitivamente i feudi imperiali.
Dell'antica fortezza medievale rimangono visibili pochi elementi quali un frammento della muratura realizzata con pietra da taglio squadrata.

Resti delle murature perimetrali del Castello